# Althepus spiralis
Espèce
Althepus spiralis est une espèce d'araignées aranéomorphes de la famille des Psilodercidae.

## Distribution
Cette espèce est endémique du Pahang en Malaisie,. 

## Description
Le mâle holotype mesure 4,06 mm.

## Publication originale
- Li, Li & Jäger, 2014 : Six new species of the spider family Ochyroceratidae Fage 1912 (Arachnida: Araneae) from southeast Asia. Zootaxa, no 3768, p. 119-138 (texte intégral).